# Karl-August Welp
Karl-August Welp  (* 22. Januar 1926 in Bremen; † 3. September 2015 in Bremen) war ein deutscher Architekt und Hochschullehrer.

## Biografie
Welp war der Sohn des Bremer Künstlers und Professors August Welp. Er war verheiratet und hatte drei Kinder. Seine Söhne Uwe Welp (Berlin) und Hendrik Welp (Braunschweig) wurden Architekten.
Er studierte Architektur an der Technischen Hochschule Braunschweig. Zunächst war er im Büro von Friedrich Wilhelm Kraemer in Braunschweig beschäftigt und plante um 1953/55 am Behördenhaus des Kataster- und Vermessungsamtes in der Bremer Neustadt, Franziuseck 5 (BDA-Preis 1974).
Ab den 1960er Jahren wirkte er in Bremen. 1965 erarbeitete er mit dem Planungsbüro 3 (Wolpert, Ude, Welp) einen nicht realisierten Bebauungsvorschlag mit mehreren bis zu 25-geschossigen Hochhäusern für den Bremer Teerhof an der Weser. Er wirkte in den 1970er Jahren zusammen im Team 4 mit den Architekten Gunter Müller, Friedemann Wolff und Wilhelm Stadtlander, die u. a. die Wohnanlage Wohlers Eichen in Oslebshausen und das Gustav-Heinemann-Bürgerhaus in Vegesack am Sedanplatz planten.
Er war von 1968 bis 1991 Dozent bzw. Professor im Bereich Architektur der Hochschule für Künste Bremen (HfK).
1984 wurde Welp als Nachfolger von Felix Müller zum Rektor der Hochschule für Gestaltende Kunst und Musik ernannt. Welp gewann mit seiner Projektgruppe als Architekt kurz vorher den Schinkelpreis.
Welp übernahm die Aufgabe die Fachhochschule in eine Hochschule für bildende Kunst und Musik zu entwickeln. Mit seinem Amtsantritt war dieser Rang bereits für die Studiengänge Plastik und Malerei erreicht; fünf weitere Studiengänge waren hierzu noch zu entwickeln. Welp verpflichtete Luigi Colani, Philip Rosenthal und Senatsdirektor Eberhard Kulenkampff als Honorarprofessoren.
Der Studiengang Mode-Design erreichte unter Welps Rektorat 1987 das Hochschulniveau.
Welp vereinbarte 1988 eine Künstlerpartnerschaft zwischen Bremen und Riga und übergab 1989 das Rektorat an seinen Nachfolger Jürgen Waller.

## Bauten
- 1964: Zollamt Bremen-Überseehafen, Hansator 1: Beton-Großplastik Hansator
- 1966: Gestaltung der Fußgänger-Unterführung Am Brill in Bremen-Mitte (Team 3); Rückbau um 2010
- 1969: Gestaltung des Lloydtunnels am Bremer Hauptbahnhof (Team 3)
- 1973: Planungen für das Stadtplanungsamt zur Mozarttrasse in Bremen-Mitte[10]
- 1973: Bürohaus für die Bremer Treuhand in Bremen-Habenhausen (Team 4)
- 1973: Wohnanlage Wohlers Eichen in Bremen-Gröpelingen, ein 300 Meter langer achtstöckiger Riegelbau für die Bremer Treuhand (Team 4)[11]
- 1977: Gustav-Heinemann-Bürgerhaus in Bremen-Vegesack am Sedanplatz (Team 4)